# Anders Lindegaard
Anders Rosenkrantz Lindegaard (Dyrup, 13 de abril de 1984) é um ex-futebolista dinamarquês que atuava como goleiro.

## Carreira

### Odense
Começou a carreira nas categorias de base do Odense, em 2001, e dois anos mais tarde, em 2003, foi promovido ao time principal. Durante seu período de 6 anos no clube, ele foi reserva do goleiro polaco Arek Onyszko, e foi emprestado duas vezes a outros clubes: a primeira, em 2008, ao Kolding, e a segunda, em 2009, ao Aalesunds, da Noruega, clube pelo qual seria contratado em definitivo meses mais tarde.

### Aalesunds
Após um período emprestado pelo Odense ao Aalesunds, foi contratado em definitivo pelo clube norueguês. Jogou a temporada 2009/10 com o titular, e foi campeão da Copa da Noruega. Em 2010 ganhou o prêmio de melhor goleiro da Liga Norueguesa.

### Manchester United
Em novembro de 2010, após seu nome ser fortemente especulado no Manchester United, ele foi anunciado como novo reforço do clube inglês. No dia 27 de novembro assinou contrato válido por 3 anos e meio, e estará disponível para jogar pelo Manchester a partir de janeiro de 2011.

## Seleção Dinamarquesa
Sua primeira convocação para a seleção principal foi para a partida contra a Islândia, pelas Eliminatórias da Euro 2012, no dia 7 de setembro de 2010. A partida terminou com a vitória da Dinamarca, por 1x0.

## Títulos
Aalesunds
- Copa da Noruega: 2009

Odense
- Copa da Dinamarca: 2007

Manchester United
- Campeonato Inglês: 2012–13
- Supercopa da Inglaterra: 2011, 2013